# Ökölvívás az 1952. évi nyári olimpiai játékokon
Az ökölvívás az 1952. évi nyári olimpiai játékokon az előzőekhez képest két új súlycsoporttal, a kisváltósúllyal és nagyváltósúllyal egészült ki, így tízre növekedett a súlycsoportok száma. Új szabályként a harmadik helyért nem kellett megmérkőzniük a versenyzőknek, mindkét elődöntő vesztese bronzérmet kapott. A legtechnikásabb ökölvívónak kiosztott Val Barker-díjat az amerikai Norvel Lee kapta.

## Éremtáblázat
(Magyarország és a rendező ország csapata eltérő háttérszínnel, az egyes számoszlopok legmagasabb értéke illetve értékei vastagítással kiemelve.)
| Az 1952. évi nyári olimpiai játékok éremtáblázata ökölvívásban | Az 1952. évi nyári olimpiai játékok éremtáblázata ökölvívásban | Az 1952. évi nyári olimpiai játékok éremtáblázata ökölvívásban | Az 1952. évi nyári olimpiai játékok éremtáblázata ökölvívásban | Az 1952. évi nyári olimpiai játékok éremtáblázata ökölvívásban | Olimpia  |
| -------------------------------------------------------------- | -------------------------------------------------------------- | -------------------------------------------------------------- | -------------------------------------------------------------- | -------------------------------------------------------------- | -------- |
|                                                                | Ország                                                         | Arany                                                          | Ezüst                                                          | Bronz                                                          | Összesen |
| 1.                                                             | Egyesült Államok (USA)                                         | 5                                                              | 0                                                              | 0                                                              | 5        |
| 2.                                                             | Olaszország (ITA)                                              | 1                                                              | 1                                                              | 1                                                              | 3        |
| 3.                                                             | Lengyelország (POL)                                            | 1                                                              | 1                                                              | 0                                                              | 2        |
| 4.                                                             | Finnország (FIN)                                               | 1                                                              | 0                                                              | 4                                                              | 5        |
| 5.                                                             | Csehszlovákia (TCH)                                            | 1                                                              | 0                                                              | 0                                                              | 1        |
| 5.                                                             | Magyarország (HUN)                                             | 1                                                              | 0                                                              | 0                                                              | 1        |
|                                                                |                                                                |                                                                |                                                                |                                                                |          |
| 7.                                                             | Szovjetunió (URS)                                              | 0                                                              | 2                                                              | 4                                                              | 6        |
| 8.                                                             | Dél-afrikai Unió (RSA)                                         | 0                                                              | 1                                                              | 3                                                              | 4        |
| 9.                                                             | Argentína (ARG)                                                | 0                                                              | 1                                                              | 1                                                              | 2        |
| 9.                                                             | Németország (GER)                                              | 0                                                              | 1                                                              | 1                                                              | 2        |
| 9.                                                             | Románia (ROU)                                                  | 0                                                              | 1                                                              | 1                                                              | 2        |
| 9.                                                             | Svédország (SWE)                                               | 0                                                              | 1                                                              | 1                                                              | 2        |
| 13.                                                            | Írország (IRL)                                                 | 0                                                              | 1                                                              | 0                                                              | 1        |
|                                                                |                                                                |                                                                |                                                                |                                                                |          |
| 14.                                                            | Bulgária (BUL)                                                 | 0                                                              | 0                                                              | 1                                                              | 1        |
| 14.                                                            | Dánia (DEN)                                                    | 0                                                              | 0                                                              | 1                                                              | 1        |
| 14.                                                            | Franciaország (FRA)                                            | 0                                                              | 0                                                              | 1                                                              | 1        |
| 14.                                                            | Dél-Korea (KOR)                                                | 0                                                              | 0                                                              | 1                                                              | 1        |
|                                                                |                                                                |                                                                |                                                                |                                                                |          |
| Összesen                                                       | Összesen                                                       | 10                                                             | 10                                                             | 20                                                             | 40       |

### Érmesek
| Az 1952. évi nyári olimpiai játékok érmesei ökölvívásban |                                          |                                                |                                            |
| Versenyszám                                              | Arany                                    | Ezüst                                          | Bronz                                      |
| Nehézsúly                                                | Ed Sanders · Egyesült Államok (USA)      | Ingemar Johansson · Svédország (SWE)           | Andries Nieman · Dél-afrikai Unió (RSA)    |
| Nehézsúly                                                | Ed Sanders · Egyesült Államok (USA)      | Ingemar Johansson · Svédország (SWE)           | Ilkka Koski · Finnország (FIN)             |
| Félnehézsúly                                             | Norvel Lee · Egyesült Államok (USA)      | Antonio Pacenza · Argentína (ARG)              | Anatolij Perov · Szovjetunió (URS)         |
| Félnehézsúly                                             | Norvel Lee · Egyesült Államok (USA)      | Antonio Pacenza · Argentína (ARG)              | Harri Siljander · Finnország (FIN)         |
| Középsúly                                                | Floyd Patterson · Egyesült Államok (USA) | Vasile Tiță · Románia (ROU)                    | Borisz Nikolov · Bulgária (BUL)            |
| Középsúly                                                | Floyd Patterson · Egyesült Államok (USA) | Vasile Tiță · Románia (ROU)                    | Stig Sjölin · Svédország (SWE)             |
| Nagyváltósúly                                            | Papp László · Magyarország (HUN)         | Theunis van Schalkwyk · Dél-afrikai Unió (RSA) | Borisz Tyisin · Szovjetunió (URS)          |
| Nagyváltósúly                                            | Papp László · Magyarország (HUN)         | Theunis van Schalkwyk · Dél-afrikai Unió (RSA) | Eladio Herrera · Argentína (ARG)           |
| Váltósúly                                                | Zygmunt Chychła · Lengyelország (POL)    | Szergej Scserbakov · Szovjetunió (URS)         | Victor Jørgensen · Dánia (DEN)             |
| Váltósúly                                                | Zygmunt Chychła · Lengyelország (POL)    | Szergej Scserbakov · Szovjetunió (URS)         | Günther Heidemann · Németország (GER)      |
| Kisváltósúly                                             | Charles Adkins · Egyesült Államok (USA)  | Viktor Mednov · Szovjetunió (URS)              | Erkki Mallenius · Finnország (FIN)         |
| Kisváltósúly                                             | Charles Adkins · Egyesült Államok (USA)  | Viktor Mednov · Szovjetunió (URS)              | Bruno Visintin · Olaszország (ITA)         |
| Könnyűsúly                                               | Aureliano Bolognesi · Olaszország (ITA)  | Aleksy Antkiewicz · Lengyelország (POL)        | Georghe Fiat · Románia (ROU)               |
| Könnyűsúly                                               | Aureliano Bolognesi · Olaszország (ITA)  | Aleksy Antkiewicz · Lengyelország (POL)        | Erkki Pakkanen · Finnország (FIN)          |
| Pehelysúly                                               | Ján Zachara · Csehszlovákia (TCH)        | Sergio Caprari · Olaszország (ITA)             | Joseph Ventaja · Franciaország (FRA)       |
| Pehelysúly                                               | Ján Zachara · Csehszlovákia (TCH)        | Sergio Caprari · Olaszország (ITA)             | Leonard Leisching · Dél-afrikai Unió (RSA) |
| Harmatsúly                                               | Pentti Hämäläinen · Finnország (FIN)     | John McNally · Írország (IRL)                  | Gennagyij Garbuzov · Szovjetunió (URS)     |
| Harmatsúly                                               | Pentti Hämäläinen · Finnország (FIN)     | John McNally · Írország (IRL)                  | Kang Dzsunho · Dél-Korea (KOR)             |
| Légsúly                                                  | Nathan Brooks · Egyesült Államok (USA)   | Edgar Basel · Németország (GER)                | Anatolij Bulakov · Szovjetunió (URS)       |
| Légsúly                                                  | Nathan Brooks · Egyesült Államok (USA)   | Edgar Basel · Németország (GER)                | Willie Toweel · Dél-afrikai Unió (RSA)     |